# Liste der Monuments historiques in Eguenigue
Die Liste der Monuments historiques in Eguenigue führt die Monuments historiques in der französischen Gemeinde Eguenigue auf.

## Liste der Objekte
| Bezeichnung                                                                                    | Beschreibung                             | Standort                           | Kennzeichnung | Schutzstatus | Datum | Bild |
| ---------------------------------------------------------------------------------------------- | ---------------------------------------- | ---------------------------------- | ------------- | ------------ | ----- | ---- |
| Skulptur Madonna mit Kind                                                                      | Holz, bemalt, 18. Jahrhundert            | in der Kapelle Ste-Brigitte (Lage) | PM90000312    | Inscrit      | 1985  |      |
| Skulptur der heiligen Brigitte                                                                 | Holz, polychrom gefasst, 17. Jahrhundert | in der Kapelle Ste-Brigitte (Lage) | PM90000032    | Classé       | 1960  |      |
| Vier Skulpturen: Heiliger Rochus, heilige Brigitta, heilige Katharina und eine weitere Heilige | Holz, polychrom gefasst, 17. Jahrhundert | in der Kapelle Ste-Brigitte (Lage) | PM33000500    | Classé       | 1977  |      |
| Ölgemälde Heiliger Joseph                                                                      | 19. Jahrhundert                          | in der Kapelle Ste-Brigitte (Lage) | PM90000311    | Inscrit      | 1981  |      |
| Ölgemälde Immaculée Conception                                                                 | 19. Jahrhundert                          | in der Kapelle Ste-Brigitte (Lage) | PM90000392    | Inscrit      | 1981  |      |
| Ensemble Hauptaltar mit Retabel                                                                | 18. Jahrhundert                          | in der Kapelle Ste-Brigitte (Lage) | PM90000034    | Classé       | 1983  |      |
| Hauptaltar                                                                                     | Holz, bemalt, 18. Jahrhundert            | in der Kapelle Ste-Brigitte (Lage) | PM90000156    | Classé       | 1983  |      |
| Retabel des Hauptaltars                                                                        | Holz, bemalt, 18. Jahrhundert            | in der Kapelle Ste-Brigitte (Lage) | PM90000157    | Classé       | 1983  |      |